# Lepturges symmetricus
Lepturges symmetricus là một loài bọ cánh cứng trong họ Cerambycidae.